# Sriednierogatskaja
Sriednierogatskaja (ros. Среднерогатская) – towarowa stacja kolejowa w miejscowości Petersburg, w Rosji. Położona jest na południowym półpierścieniu Petersburga, łączącym linie dochodzące do miasta od południa z portem morskim Petersburg.
Stacja nie obsługuje ruchu pasażerskiego.